# Об'єкт видатків
Об'єкт затрат (англ. Cost Object) — основний «вихідний продукт» (результат) процесу в процесно-орієнтованому обліку витрат (АВС). Об'єктом затрат може бути продукт, процес, послуга, подія.